# Actinoleuca campbelli
Actinoleuca campbelli is een slakkensoort uit de familie van de Lottiidae. De wetenschappelijke naam van de soort is voor het eerst geldig gepubliceerd in 1880 door Filhol.